# Taxiphyllum subretusum
Taxiphyllum subretusum là một loài Rêu trong họ Hypnaceae. Loài này được (Thwaites & Mitt.) O'Shea mô tả khoa học đầu tiên năm 2002.